# Attilio Palatini
Attilio Palatini (Treviso, 18 de novembro de 1889 – Roma, 24 de agosto de 1949) foi um matemático italiano.

## Formação e carreira
Formou-se em matemática em 1913 na Universidade de Pádua, onde foi aluno de Gregorio Ricci-Curbastro e de Tullio Levi-Civita.
Lecionou mecânica racional na Universidade de Messina, Universidade de Parma e Universidade de Pavia. Trabalhou principalmente com Cálculo de Ricci (cálculo diferencial absoluto) e relatividade geral. Dentro deste último assunto elaborou uma generalização sólida do princípio variacional.
Em 1919 escreveu um artigo fundamental, onde propôs uma nova abordagem para a formulação variacional das equações do campo gravitacional de Albert Einstein. No mesmo artigo também mostrou que as variações dos símbolos de Christoffel constituem as componentes coordenados de um tensor.
Escreveu os tópicos "Rational Mechanics" e "Theory of Relativity" para a Hoepli Encyclopedia of Elementary mathematics.